# Чарлс В. Фербанкс
Чарлс Ворен Фербанкс (енгл. Charles Warren Fairbanks; Јунионвил Сентер, 11. мај 1852 — Индијанаполис, 4. јун 1918) је био амерички политичар који је служио као сенатор из Индијане између 1897. и 1905. године, и као 26. потпредседник Сједињених Држава у периоду од 1905. до 1909. године.
Чарлс В. Фербанкс је рођен у колиби близу Делавера, Охајо. Његови преци су били пуритански следбеници Оливера Кромвела, а Џонатан Фербанкс је први члан његове породице који је дошао у Америку, 1632. године. Био је син произвођача кочија а у младости су се у његовој породичној кући скривали одбегли робови. Пошто је похађао сеоске школе и радио на фарми, Фербанкс се школовао на Веслејан универзитету у Охају, где је дипломирао 1872. За време студија, Фербанкс је био ко-уређивач школских новина са Корнелијом Коул, са којом се венчао пошто су обоје дипломирали.
Фербанкс, Аљаска је добио име по Чарлсу В. Фербанксу.